# 372-й гвардейский самоходно-артиллерийский полк
372-й гвардейский самоходно-артиллерийский полк — воинское подразделение Вооружённых сил СССР в Великой Отечественной войне

## История
Полк формировался с 19.01.1944 года в Московском военном округе, посёлке Правда Московской области в учебном центре самоходной артиллерии. Основой формирования полка являлись кадры офицерского состава из учебного центра самоходной артиллерии, сержантский и рядовой состав из 32-го учебного танкового полка и 15-го запасного полка самоходной артиллерии. Боевая и материальная часть СУ-76 в количестве 21 штуки прибыла 24.01.1944 года с завода № 32 города Кирова.
В составе действующей армии с 14.06.1944 по 23.11.1944 и с 18.12.1944 по 11.05.1945.
На вооружении полка находились самоходные артиллерийские установки СУ-76.
26.03.1944 вошёл в состав 100-й гвардейской стрелковой дивизии и передислоцирован в г. Раменское Московской области в район сосредоточения дивизии.
10.06.1944 года полк погрузился на станции Раменское и выгрузился на станции Мурманские Ворота.
C 21.06.1944 года участвует в Свирско-Петрозаводской операции. Был выведен на берег реки Свирь для стрельбы прямой наводкой по целям, обнаруживших себя после артиллерийской подготовки. С 25.06.1944 полк преследовал отходящего противника по маршруту: Тухос-озеро, Игвери, Мутовка, Кинелахта. Поддерживая 298-й гвардейский стрелковый полк завязал бои в районе северо-западнее Кинелахта. Уничтожив опорный пункт и форсировав реку Ведмедица, принял участие в освобождении г. Олонец.
В июле 1944 полк наступал в районе севернее Рого-Коски, в направлении на Койву-Сельга. Во взаимодействии с 304-м гвардейским стрелковым полком наступал в районе южного берега реки Тульма-Токи. Поддерживал наступление 298-го гвардейского стрелкового полка в направлении Хапанец. 14.07.1944 полк в составе дивизии выведен во второй эшелон и сосредоточился в районе Хапанец, затем занял оборону в районе Катаярвен.
В августе 1944 года выведен из состава дивизии, переброшен по маршруту Лодейное Поле, Волхов, Чудово, Новгород, Дно, станция Берёзки. Поступил в подчинение 12-го гвардейского стрелкового корпуса. 16.08.1944 получил 10 СУ-76 с экипажами, с 16.08.1944 по 19.08.1944 совершил марш из района станции Берёзки в район Реуге. 20.08.1944 был подчинён 54-й армии, сосредоточился на исходных позициях в районе Тикси. 21.08.1944 вступил в бой, поддерживая части 321-й стрелковой дивизии в районе Пьясто, Сила и Нейга. 24.08.1944 года получил приказ командира БТ и МВ армии и совершил марш в район сосредоточения Пераярви для взаимодействия с частями 33-й стрелковой дивизии. 24.08.1944 передан в подчинение 111-го стрелкового корпуса, и совершил марш в район восточнее Киргепалу.
В сентябре 1944 получил пополнение из 10-ти СУ-76 из 370-го и 379-го гвардейских самоходно-артиллерийских полков с личным составом.
Сосредоточился на исходной позиции севернее Вырна. 14.09.1944 года форсировал реку Вятке-Энаныги в количестве 24-х СУ-76 и своим огнём поддерживал наступление. 16.09.1944 по приказу командира 111-го стрелкового корпуса, полк перешёл в подчинение 196-й стрелковой дивизии и совместно с частями дивизии овладел местечком Холдре-Тингу. 14.09.1944 перешёл в оперативное подчинение 122-го стрелкового корпуса, и с частями 85-й стрелковой дивизии преследовал отходящего противника.
В октябре 1944 полк вёл упорные бои с противником в направлении Ванагии. С 03 по 06.10.1944 совершил марш в район 7-го стрелкового корпуса получив задачу преследовать отходящего противника в направлении реки Суде. С 12.10.1944 вёл бои за г. Рига. 20.10.1944 полк вышел из боёв и сосредоточился в районе Мурмайжа.
В ноябре 1944 полк погрузился в эшелон на станции Валмиера и убыл в направлении Осиповичи, где поступил в распоряжение командира Белорусским танковым лагерем. 30.11.1944 года получил СУ-76 в количестве 21-й штуки. Материальная часть с личным составом прибыла маршевыми батареями из 1-го учебного танкового полка г. Горький.
В декабре 1944 полк переброшен в район Тарнобжек, совершил марш на Висленский плацдарм и сосредоточился восточнее Ракува.
В январе 1945 года полк занял исходную позицию и согласно приказу командующего БТ и МВ армии перешёл в подчинение 179-й стрелковой дивизии. Перешёл в наступление овладел городами Кельце, Петроков, Белхатов, Злочев, Вандалин и 24.01.1945 года преследуя отступающего противника, вышел на границу Германии.
В феврале 1945 полк вошёл в оперативное подчинение 121-й гвардейской стрелковой дивизии. Вёл оборонительные бои на плацдарме за реку Одер. Перешёл в наступление в результате, которого овладел сильно укреплённым пунктом Вейссинг, прикрывающим подступы к г. Раудтен. Вёл оборонительные бои за город, перешёл в наступление и совместно с частями дивизии захватил плацдарм на р. Бобер в районе г. Гладисгорпе. 23.02.1945 вышел на реку Нейсе и перешёл к обороне занимаемого рубежа.
В марте 1945 совершил марш в район Нидер-Билау. Занял оборону совместно с частями 121-й гвардейской стрелковой дивизии, приводил в порядок материальную часть, приступил к боевой подготовке согласно плану БТ и МВ армии. С ремонтной базы армии получено 4 Т-34, 5 СУ-76, 7 СУ-85.
В апреле 1945 олк вышел на исходные позиции. 16.04.1945 совместно с частями 350-й стрелковой дивизии, форсировал Нейсе и наступал в западном направлении с задачей выйти на Шпрее. 19.04.1945 форсировал Шпрее и продолжил наступление. Выйдя в район села Кауше, полк вёл бои по уничтожению окружённой группировки противника. 23.04.1945 года полк в составе 121-й гвардейской стрелковой дивизии готовился для наступления на г. Виттенберг и 28.04.1945 года штурмом совместно с частями дивизии овладел городом. 30.04.1945 года полк встретился с американскими войсками, после чего продолжал преследовать отходящую Берлинскую группировку противника.
В мае 1945 полк сосредоточился в г. Кемберг в ожидании приказа, 05.05.1945 полк совместно с частями 121-й гвардейской стрелковой дивизии совершил марш и вступил в бой на подступах к г. Ломацш и 06.05.1945 года овладел им. Полк в составе передового отряда дивизии преследовал противника отступающего в горные районы Чехословакии. Продолжая преследование, овладел г. Мост. 09.05.1945 достиг населённого пункта Лепенец и занял оборону, где находился до 11.05.1945 года. 11.05.1945 года по приказу командира 121-й гвардейской стрелковой дивизии совершил марш и занял оборону по правому берегу реки Оргже юго-западнее города Карловы-Вары.
Общий путь полка составил 2100 километров. Всего полк нанёс урон врагу: сожжено танков — 6, подбито танков — 14, сожжено САУ — 5, подбито САУ — 20, подбито БТР — 63, разбито ПТО — 43, орудий полевой артиллерии разных калибров — 16, зенитных орудий — 6, миномётов разных калибров — 16 шт, батарея 150-мм орудий, разбито ДЗОТов — 120, блиндажей — 151, подавлен огонь — 36 артиллерийских батарей, 48 миномётных батарей, 1041 пулемётных точек, разбито тягачей с орудиями — 4, транспортных машин — 216, повозок с имуществом — 139, мотоциклов — 7, складов горючего и вооружения — 6, личного состава — 6550, пленено — 643.
Награждено орденами и медалями: 23 человека орденом Красного Знамени, 1 орденом Суворова 3-й степени, 2 орденом Александра Невского, 301 орденом Отечественной войны 1 и 2-й степени, 141 орденом Красной Звезды, 2 орденом Славы 2-й степени, 11 орденом Славы 3-й степени, 51 медалью «За отвагу», 94 медалью «За боевые заслуги». Весь личный состав полка награждён медалью «За освобождение Праги».
Потери полка составили: убито — 58 человек, ранено — 151 человек, подбито и подорвалось на минах боевых машин — 56 штук.

## Укомплектованность
Полк был укомплектован по штату № 010/484 1943 года
- Личного состава — 225
- СУ–76М — 21
- БА–64 — 1
- Автомашин ЗИС-5 — 20.
- ГАЗ–АА — 20
- Ремонтная летучка ГАЗ-М — 1.
- Походная зарядная станция — 1.
- Водомаслогрейка — 2.
- Автокухня — 2.
- Додж — 1.
- Виллис — 1.
- Тракторы — 2.
- Мотоциклы — 5.
- Бензовоз — 1.

## Полное наименование
- 372-й гвардейский самоходно-артиллерийский Петроковский орденов Богдана Хмельницкого и Александра Невского полк

## Подчинение
| Дата            | Фронт (округ)             | Армия      | Корпус                             | Дивизия                              | Бригада | Примечания |
| --------------- | ------------------------- | ---------- | ---------------------------------- | ------------------------------------ | ------- | ---------- |
| 01.02.1944 года | Московский военный округ  | -          | -                                  | -                                    | -       | -          |
| 01.03.1944 года | Московский военный округ  | -          | -                                  | -                                    | -       | -          |
| 01.04.1944 года | Московский военный округ  | -          | -                                  | 100-я гвардейская стрелковая дивизия | -       | -          |
| 01.05.1944 года | Московский военный округ  | -          | -                                  | 100-я гвардейская стрелковая дивизия | -       | -          |
| 01.06.1944 года | Московский военный округ  | -          | -                                  | 100-я гвардейская стрелковая дивизия | -       | -          |
| 01.07.1944 года | Карельский фронт          | 7-я армия  | 37-й гвардейский стрелковый корпус | 99-я гвардейская стрелковая дивизия  | -       | -          |
| 01.08.1944 года | Карельский фронт          | 7-я армия  | 37-й гвардейский стрелковый корпус | 99-я гвардейская стрелковая дивизия  | -       | -          |
| 01.09.1944 года | 3-й Прибалтийский фронт   | -          | -                                  | -                                    | -       | -          |
| 01.10.1944 года | 3-й Прибалтийский фронт   | 67-я армия | -                                  | -                                    | -       | -          |
| 01.11.1944 года | Ленинградский фронт       | 67-я армия | -                                  | -                                    | -       | -          |
| 01.12.1944 года | Белорусский военный округ | -          | -                                  | -                                    | -       | -          |
| 01.01.1945 года | 1-й Украинский фронт      | 13-я армия | -                                  | -                                    | -       | -          |
| 01.02.1945 года | 1-й Украинский фронт      | 13-я армия | -                                  | -                                    | -       | -          |
| 01.03.1945 года | 1-й Украинский фронт      | 13-я армия | -                                  | -                                    | -       | -          |
| 01.04.1945 года | 1-й Украинский фронт      | 13-я армия | -                                  | -                                    | -       | -          |
| 01.05.1945 года | 1-й Украинский фронт      | 13-я армия | -                                  | -                                    | -       | -          |

## Командиры
- Гвардии майор Кобрин Д. Б.
- Гвардии майор Моисеев А. М.
- Гвардии подполковник Мельник М. Ф.

## Награды и наименования
| Награда                               | Дата       | За что получена |
| ------------------------------------- | ---------- | --- |
| «Петроковский»                        | 19.02.1945 | за отличие в боях за овладение городом Петроков |
| Орден Суворова III степени            | 05.04.1945 | за образцовое выполнение заданий командования в боях с немецкими захватчиками при форсировании реки Одер северо-западнее города Бреслау (Бреславль) и проявленные при этом доблесть и мужество                                                                                         |
| Орден Богдана Хмельницкого II степени | 19.02.1945 | за образцовое выполнение заданий командования в боях при прорыве обороны немцев на реке Нейссе и овладении городами Котбус, Люббен, Цоссен, Беелитц, Лукенвальде, Тройенбритцен, Цана, Маренфельде, Треббин, Рангсдорф, Дидерсдорф, Кельтов и проявленные при этом доблесть и мужество |

## Отличившиеся воины полка
- Зусмановский, Зиновий Абрамович, гвардии младший лейтенант — командир СУ-76М, за три дня боёв в апреле 1945 года в районе деревни Кауше (Германия) со своим экипажем уничтожил 6 танков противника (из них 2 танка «Тигр» и 4 «Пантеры»), а также разбита колонна машин с боеприпасами в количестве до 50 штук, уничтожено 4 противотанковых орудия с расчётами, подавлены 24 пулемётные точки. Нереализованное представление к званию Героя Советского Союза[1].